# Wyoblak ręczny
Wyoblak ręczny - narzędzie służące do kształtowania blachy w czasie wyoblania, jest to w rzeczywistości dźwignia dwuramienna. Wyoblarz, trzymając trzonek pod pachą, opiera wyoblak o grzebień wyoblarki i naciska na niego całym ciałem. W wyniku umiejętnego nacisku łeb wyoblaka odkształca blachę. Na skutek nacisku blacha  przybiera kształt wirującego wzornika, dzięki czemu uzyskujemy z blachy cienkościenne kształty brył obrotowych. W zależności od przeznaczenia część robocza wyoblaka wykonywana jest z różnych materiałów:
- stal narzędziowa - do mosiądzu, srebra, miedzi, cynku,
- mosiądz - do stali, stali nierdzewnej,
- tekstolitu - aluminium, ołowiu,
- drewna - aluminium, ołów, cienka miedź.

Część robocza wyoblaka może mieć bardzo różne kształty. W zależności od czynności wykonywanych wyoblakiem może być on uniwersalny (jak pokazany na rysunku powyżej), lub może być przeznaczony do wykonywania ściśle określonej czynności jak:
- wywijanie obrzeża do wewnątrz
- wywijanie obrzeża na zewnątrz,
- wygniatania kanałka
- rozpęczania
- do wygładzania powierzchni.

W czasie wyoblania stosowane są również inne narzędzia, jak noże do wyrównywania obrzeża, rolki do wyoblania, podtrzymki.